# BCFW-рекурсия
Рекуррентные соотношения Бритто — Качасо — Фен — Виттена представляют собой набор рекуррентных соотношений на массовой поверхности в квантовой теории поля. Они названы по имени их создателей, Руфь Бритто, Фредди Качасо, Бо Фен и Эдвард Виттен.
Метод BCFW-рекурсии — способ вычисления амплитуд рассеяния. Широкое использование этих техник в настоящее время готовится.
Эти рекуррентные соотношения были впервые введены Бритто, Качасо и Фен для древесных амплитуд глюонов в теории Янга-Миллса, но могут быть использованы и для квантовых теорий поля кроме теории Янга-Миллса.
Цель разработки BCFW-рекурсии состояла в том, чтобы найти более эффективные методы расчета амплитуд рассеяния. Термин «рекурсия» указывает, что это позволяет нам перерабатывать наши расчёты, а это одна из причин, почему расчёты становятся более эффективными. Это позволяет вычислить объекты, которые ранее были гораздо сложнее вычислить.
BCFW-рекурсия имеет очень широкий спектр применения, например, она может быть использована в пространстве анти-де Ситтера, которое является искривлённым пространством, известном из Общей теории относительности.